# Trüffel (Pralinen)

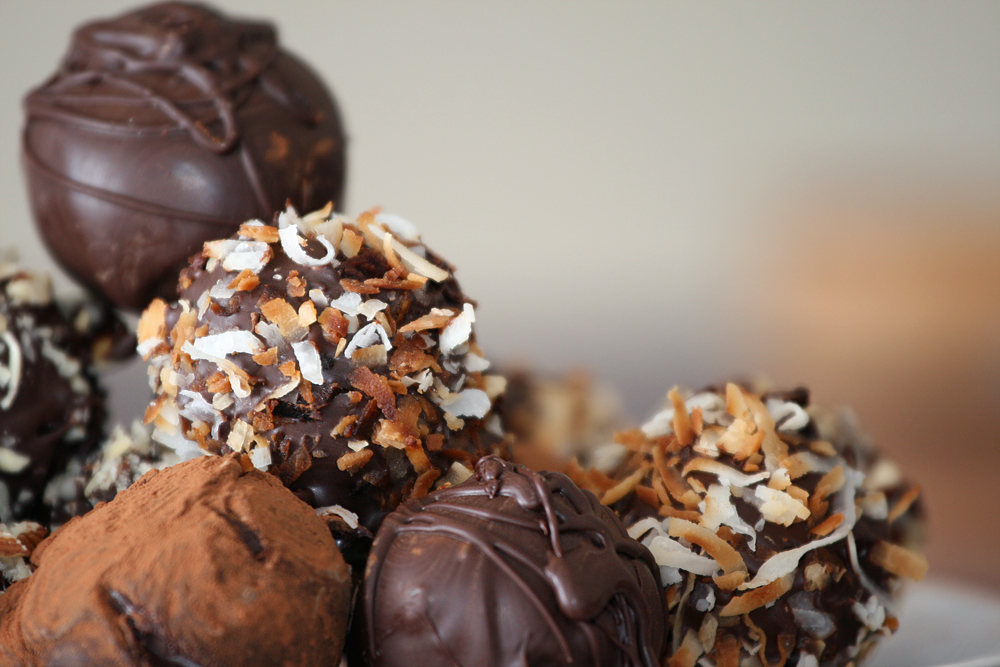
Trüffel-Pralinen

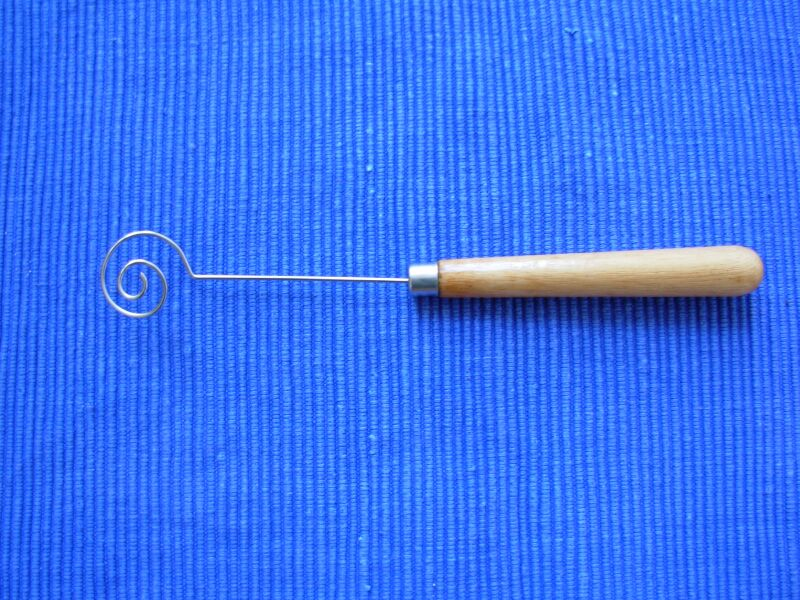
Pralinengabel

Trüffel-Pralinen (auch: Buttertrüffel oder Schokoladentrüffel, in der Schweiz Truffes aus dem Französischen für Trüffel) sind kugelige Pralinen mit einer Ganache-Füllung, einer schnittfesten Emulsion aus Schokolade, Sahne und Aromen. Der Begriff rührt von der Ähnlichkeit der Form mit den als rar und wertvoll eingeschätzten Trüffelpilzen her.

## Zutaten und Herstellung
Die Füllung ist eine Zubereitung aus Butter, Sahne und Kuvertüre, die geschmolzen und cremig gerührt wird. Typischerweise wird sie noch mit diversen aromatischen Ergänzungen verfeinert. Zum einen können dies Gewürze oder Aromen sein wie Vanille, Sternanis oder Honig, zum anderen werden häufig Spirituosen zugesetzt, vor allem Rum, aber auch Kirschwasser, Calvados, Marc de Champagne, Whisky oder Eierlikör.
Die Trüffelmasse wird mittels einer Teigspritze oder eines Spritzbeutels portionsweise auf eine feste Unterlage gespritzt; diese Füllungen werden dann mit Hilfe einer Pralinengabel in vortemperierte Kuvertüre getaucht, nach dem Abtropfen in Puderzucker oder Kakaopulver gewälzt und zum Aushärten auf Backpapier gesetzt. Dabei wird ein Trüffel aus brauner Masse häufig in weiße Kuvertüre getaucht und umgekehrt.
Eine andere Variante ist das Wälzen in Kuvertüre; bei der richtigen Zähigkeit wird so eine charakteristische „igelige“ Oberfläche erreicht. In der industriellen Fertigung werden vorgefertigte Hohlkugeln aus Kuvertüre mit der Masse befüllt und anschließend auf eine der beschriebenen Arten oberflächenveredelt. Üblich sind auch noch weitere kleine Verzierungen mit Schokolade.